# Riksfronten
Riksfronten var en nazistisk organisation som grundades 1933 av Malte Welin och lades ned samma år. Dess pressorgan under denna tid hette Vest-Svenska Dagbladet.
Namnet återuppväcktes 59 år senare då Föreningen Sveriges Framtid bytte namn till Riksfronten under våren 1991.